# Simfonia núm. 3 (Xostakóvitx)
La Simfonia núm. 3 en mi bemoll major, El Primer de Maig, op. 20, és una simfonia composta per Dmitri Xostakóvitx entre l'estiu i l'octubre de 1929 a Leningrad. Escrita per a orquestra i amb cor mixt sobre un text de Semion Kirsanov. Es va estrenar el 21 de gener de 1930 al Palau de Cultura de Leningrad interpretada per l'Orquestra Filharmònica de Leningrad i el Cor acadèmic de la Capella sota la direcció d'Aleksandr Gauk.

## Moviments
Dura aproximadament 28 minuts, i consta d'un únic moviment:
- Allegretto – Allegro – Più mosso – Meno mosso – Allegro – Andante – Allegro – Poco meno mosso – Largo – Allegro molto – Meno mosso – Andante – Largo – Moderato – Più mosso

## Origen i context
Mentre encara era estudiant de postgrau al conservatori de Leningrad, l'estiu de 1929, Xostakóvitx va escriure la Tercera Simfonia durant un creuer de sis setmanes per la costa de la mar Negra. Com la seva predecessora, es tracta d'una obra d'un sol moviment, però amb una textura més senzilla i una definició rítmica més clara que la Segona. En un principi, Xostakóvitx havia pensat que les dues simfonies formessin part d'un cicle d'obres per celebrar les dates assenyalades del calendari revolucionari. Però es va aturar aquí per compondre la gran Quarta Simfonia, que va retirar sense cap explicació el dia anterior a l'estrena i la va posar en un calaix per por a les represàlies.